# Katakalon Tarchaniotès
Katakalon Tarchaniotès (en grec : Κατακαλών Ταρχανειώτης), aussi nommé Katakalon Katakalos dans les écrits de Nicéphore Bryenne le Jeune, est un général byzantin du XIe siècle, actif durant les règnes de Michel VII Doukas (1071-1078), Nicéphore III Botaniatès (1078-1081) et Alexis Ier Comnène (1081-1118).
Il apparaît pour la première fois en 1074, quand il succède à son père comme duc d'Antioche et affronte sans succès la révolte de Philarète Brachamios. Des années plus tard, en tant que catépan d'Andrinople, il s'oppose à la révolte de Nicéphore Bryenne l'Aîné mais finit par s'allier à lui lors de la bataille de Kalavrya. En 1094, il participe au concile des Blachernes et, en 1095, il défend Andrinople face aux Coumans.

## Biographie
Katakalon Tarchaniotès est le fils de Joseph Tarchaniotès, duc d'Antioche. Apparu en 1074 dans les sources, il remplace son père qui vient de mourir. Au même moment, Philarète Brachamios se révolte dans le contexte des suites de la bataille de Mantzikert (1071) qui marque le début de la pénétration des Turcs en Anatolie. Katakalon échoue à stopper Philarète qui rallie d'importants contingents de soldats arméniens. Il peut s'emparer d'Antioche et en faire une principauté indépendante.
En 1078, en tant que catépan d'Andrinople, il s'oppose à la révolte de Nicéphore Bryenne l'Aîné et de son frère Jean Bryenne. Il demande des renforts à l'empereur Michel VII mais ne reçoit aucune aide. Il résiste plusieurs jours aux troupes rebelles mais il finit par se rallier à elles. Cette alliance s'incarne dans le mariage entre Hélène, la sœur de Katakalon, avec le fils de Jean Bryenne. La même année, Katakalon dirige l'aile gauche de l'armée rebelle, composée de 3 000 cavaliers, lors de la bataille de Kalavrya face au général loyaliste Alexis Comnène. Néanmoins, les rebelles sont défaits.
Selon un sceau daté de 1085, Katakalon est curopalate et, selon Nnicéphore Bryenne le Jeune, il a le titre de magistros à une date inconnue. En 1093, Théophylacte d'Ohrid lui envoie deux lettres, l'une discutant des attitudes à avoir face à la richesse et une autre comprenant une petite pièce, en référence à la parabole des talents. Une troisième lettre est adressée à un Tarchaniotès, sans qu'il soit identifié. En 1094, il participe au concile des Blachernes qui débat de la vénération des icônes. Selon la liste des participants, Katakalon et alors membre du Sénat byzantin. En 1095, au cours d'une invasion des Coumans, il défend la ville d'Andrinople.
Katakalon Tarchaniotès est souvent loué dans les chroniques. Selon Théophylacte d'Ohrid, il est le général le plus illustre et Nicéphore Bryenne le Jeune en fait un homme distingué pour ses manières, son éducation et ses talents militaires. Il le dit plus prudent que les autres dans sa jeunesse.